# Ганафорд (Іллінойс)
Ганафорд (англ. Hanaford) — селище (англ. village) в США, в окрузі Франклін штату Іллінойс. Населення — 320 осіб (2020).

## Географія
Ганафорд розташований за координатами 37°57′19″ пн. ш. 88°49′52″ зх. д. / 37.95528° пн. ш. 88.83111° зх. д. (37.955201, -88.831018).  За даними Бюро перепису населення США в 2010 році селище мало площу 2,63 км², з яких 2,61 км² — суходіл та 0,02 км² — водойми.

## Демографія
Згідно з переписом 2010 року, у селищі мешкало 327 осіб у 147 домогосподарствах у складі 96 родин. Густота населення становила 124 особи/км².  Було 155 помешкань (59/км²).
Расовий склад населення:
| - 97,9 % — білих - 0,3 % — азіатів |

До двох чи більше рас належало 1,8 %. Частка іспаномовних становила 0,0 % від усіх жителів.
За віковим діапазоном населення розподілялося таким чином: 17,7 % — особи молодші 18 років, 64,9 % — особи у віці 18—64 років, 17,4 % — особи у віці 65 років та старші. Медіана віку мешканця становила 47,1 року. На 100 осіб жіночої статі у селищі припадало 94,6 чоловіків;  на 100 жінок у віці від 18 років та старших — 86,8 чоловіків також старших 18 років.
Середній дохід на одне домашнє господарство  становив 43 761 долар США (медіана — 32 750), а середній дохід на одну сім'ю — 63 316 доларів (медіана — 49 688). За межею бідності перебувало 29,6 % осіб, у тому числі 51,4 % дітей у віці до 18 років та 43,5 % осіб у віці 65 років та старших.
Цивільне працевлаштоване населення становило 125 осіб. Основні галузі зайнятості: освіта, охорона здоров'я та соціальна допомога — 20,8 %, сільське господарство, лісництво, риболовля — 19,2 %, публічна адміністрація — 12,8 %, транспорт — 11,2 %.